# Omer Dzemali
Omer Dzemali (* 4. Juli 1970 in Tetovo, Sozialistische Föderative Republik Jugoslawien) ist ein nordmazedonischer Herzchirurg albanischer Volkszugehörigkeit und Klinikdirektor an der Klinik für Herzchirurgie des Universitätsspitals Zürich sowie Leiter der Allianz Herzchirurgie Zürich (AHZ).

## Leben
Omer Dzemali begann 1990 ein Medizinstudium an der Universität Sarajevo, musste aber 1992 wegen des Bosnienkriegs fliehen. Er floh nach Deutschland, wo er ein Studentenvisum erhielt und damit ein Jahr Zeit hatte, sich an einer Universität einzuschreiben. Nach 32 Bewerbungen erhielt er kurz vor Fristende die Zulassung an der Johannes Gutenberg-Universität Mainz, wo er aber noch einmal von Anfang an studieren musste. 2000 schloss er ab und promovierte im Februar desselben Jahres mit magna cum laude. Danach arbeitete er als Arzt im Praktikum in der Abteilung für Thorax-, Herz- und thorakale Gefässchirurgie der Johann Wolfgang Goethe-Universität Frankfurt am Main, wo er anschliessend bis Ende 2006 Assistenzarzt war, danach Facharzt für Herzchirurgie und Oberarzt am selben Ort. Im Oktober 2009 habilitierte sich Dzemali und wurde Ende desselben Jahres Chefarzt-Stellvertreter bzw. Leitender Arzt der Klinik für Herzchirurgie des Zürcher Stadtspitals Triemli.
Er half dabei, in Skopje eine Universitätsklinik für Herzchirurgie zu etablieren, wurde dort 2014 ausserordentlicher Professor und 2016 ordentlicher Professor. Im Januar 2016 wurde er, im Rahmen der Allianz für Herzchirurgie Zürich, zusätzlich Leitender Arzt am Universitätsspital Zürich und seit September 2018 ist er Chefarzt der Klinik für Herzchirurgie am Stadtspital Zürich. Seit Dezember 2022 ist er Direktor der Klinik für Herzchirurgie des Universitätsspitals Zürich und Leiter der Allianz Herzchirurgie Zürich (AHZ), einer Allianz zwischen den Kliniken für Herzchirurgie am Universitätsspital Zürich und am Stadtspital Zürich.